# Шизотипно разстройство
Шизотипното разстройство на личността или просто шизотипно разстройство, което се характеризира чрез нуждата от социална изолация, странно поведение и мислене и често необичайни вярвания.

## Причини
Макар да е в списъка на DSM-IV-TR в разклонение II шизотипното разстройство е широко разбирано като разстройство от „шизофреничен спектър“. Технически казано шизотипното разстройство е „разширен фенотип“, който помага на генетиците да проследят познатите или генетични предавания на гени, които са намесени в шизофренията.. Има дузина изследвания показващи, че индивидите с такова разстройство изглеждат подобно на тези с шизофрения в голяма част от невропсихологичните тестове. Когнитивните дефицити в пациентите с шизотипно разстройство са много подобни на, макар и по-меко отколкото, тези с шизофрения.